# Skvallertjärnen, Dalarna
Skvallertjärnen är en sjö i Säters kommun i Dalarna och ingår i Dalälvens huvudavrinningsområde.